# Dzsibuti zászlaja
Dzsibuti zászlaja Dzsibuti nemzeti jelképe az ország függetlenségének elnyerése, 1977. június 27. óta.
A zászló színei a tengerre és az égre (kék), a földre (zöld) és a békére (fehér) utalnak. A zöld és a kék a lakosság két fő komponensét is képviseli (afarok és isszák). A vörös csillag a függetlenségért folytatott küzdelmet idézi, illetve az egységet szimbolizálja.